# اکسان گراو دوتایی

اکسان گراو دوتایی بر روی حرف ایشیتسای سیریلیک

اَکسان گراوِ دوتایی نمادی است در برخی از زبان‌های نوشتاری جهان مانند کرواتی، صربی و گاه اسلوونیایی به‌کارمی‌رود. اکسان گراو دوتایی در این زبان‌ها نمایان‌گر نواخت فرودین کوتاه است. کاربرد دیگر این نماد در الفبای آوانگاری بین‌المللی و همچنین الفبای سیریلیک است. 
کاربرد این نماد بیشتر در واج‌شناسی است تا استفادهٔ روزمره از آن. در الفبای لاتین این اکسان روی حرف‌های a e i o r u و در سیریلیک روی حرف‌های а е и о р у می‌نشیند. 